# Accademia degli Apatisti
L'accademia degli Apatisti è un'accademia letteraria non più esistente fondata a Firenze nel 1632. Aveva sede nello Studio Fiorentino.

## Storia
Fondata nel 1632 per volontà del letterato Agostino Coltellini e di Benedetto Fioretti, l'Accademia degli Apatisti raccolse intorno a sé una comunità di raffinati cultori della scienza, della letteratura e dell'arte.
Fin dalla sua fondazione, l'Accademia diede un apporto importante nello studio della lingua toscana, contribuendo, con l'Accademia Fiorentina e l'Accademia della Crusca, all'affermazione e divulgazione del fiorentino come lingua ufficiale della cultura e della conoscenza.
Nel 1639 l'Accademia passò sotto l'ala protettiva di Cosimo III de' Medici. Nel 1783 il granduca Leopoldo II d'Asburgo-Lorena decise di accorpare gli Apatisti, con l'Accademia Fiorentina e l'Accademia della Crusca, in una nuova istituzione, l'Accademia Fiorentina Seconda.
Tra gli Apatisti noti e celebri, si possono ricordare Ferdinando II de' Medici, Niccolò Stenone, Francesco Redi, Ansaldo Ansaldi, Lorenzo Magalotti, Mattia de Paoli, Giovanni Lami, Stefano della Bella, Vincenzo Viviani e Pietro Susini.